# Rouvrel
Rouvrel – miejscowość i gmina we Francji, w regionie Hauts-de-France, w departamencie Somma.
Według danych na rok 1990 gminę zamieszkiwało 211 osób, a gęstość zaludnienia wynosiła 29 osób/km² (wśród 2293 gmin Pikardii Rouvrel plasuje się na 787. miejscu pod względem liczby ludności, natomiast pod względem powierzchni na miejscu 667.).